# Axel Narbonne-Zuccarelli
Axel Narbonne-Zuccarelli, né le 31 mai 1998, est un coureur cycliste français, professionnel de 2022 à 2025 sous les couleurs de l’équipe Nice Métropole Côte d'Azur.

## Biographie
D'origine corse, Axel Narbonne-Zuccarelli pratique le rugby dans sa jeunesse. Une grave blessure l'amène cependant à quitter ce sport. Il commence finalement le cyclisme à l'âge de quatorze ans en prenant une licence au Vélo Club Fium’Orbu.
Chez les cadets (moins de 17 ans), il se montre à son avantage sur son île en obtenant plusieurs victoires, dont un titre de champion de Corse. Axel Narbonne-Zuccarelli quitte ensuite ses terres natales à dix-sept ans pour s'installer à Nice, afin de disposer d'un calendrier de courses plus fourni. Il intègre dans le même temps le Pôle Espoir de la ville, où il concilie sa carrière cycliste avec sa scolarité.
En 2016, il rejoint l'équipe juniors (moins de 19 ans) du VC La Pomme Marseille. Malgré un début de saison perturbé par une maladie et des tendinites, il se distingue au niveau national en remportant une étape ainsi que le classement général du Tour Causses-Aigoual-Cévennes. Il prend par ailleurs la dixième place de la Classique des Alpes juniors. Après ces performances, il poursuit sa progression en 2017 au sein de la structure DN3 du club marseillais, tout en menant des études à l'université de Nice. En juin, il se classe septième et meilleur jeune du Tour de Castellón en Espagne, après avoir remporté une étape ainsi que le classement par points. Son second semestre est cependant gâché par un accident de la route qui lui occasionne une fracture à un fémur,.
En 2018, il est notamment vainqueur de l'Élan Varois, troisième du Tour de la CABA, quatrième du Tour du Périgord et septième du Gran Premio Capodarco. Ses bonnes performances lui permettent d'être recruté par l'AVC Aix-en-Provence en 2019. Sous les couleurs de cette formation, il termine troisième du championnat de la Région PACA et remporte le titre régional chez les espoirs (moins de 23 ans).
En octobre 2019, il bat le record du tour de corse à vélo, en effectuant les 630 kilomètres en 19h47’45” .
Lors de la saison 2022, il s'impose sur le Grand Prix National de Cintegabelle et obtient diverses places d'honneur chez les amateurs. Il réalise également deux tops dix au sprint sur le Tour de la Mirabelle, une course inscrite au calendrier de l'UCI. À partir du mois d’août, il devient stagiaire au sein de l'équipe continentale Nice Métropole Côte d'Azur. On le retrouve sur diverses manches de la Coupe de France, comme le Tour de Vendée, où il finit 24e. Son stage convaincant lui permet de signer un premier contrat professionnel avec la formation niçoise pour 2023.
En juin 2025, il annonce arrêter sa carrière à la fin du mois, après les championnats de France. Il explique que cette décision était un choix qu’il avait déjà pris il y a plusieurs mois,.

## Palmarès et résultats

### Par année
- 2016
  - Tour Causses Aigoual Cévennes :
    - Classement général
    - 1re étape
- 2017
  - 1re étape du Tour de Castellón
- 2018
  - Élan Varois
  - 3e du Tour de la CABA
- 2019
  - Champion de la Région PACA espoirs
  - 3e du championnat de la Région PACA
- 2022
  - Grand Prix National de Cintegabelle
- 2024
  - Tour du Maroc

### Classements mondiaux
| Année                                 | 2018  | 2019 | 2020 | 2021 | 2022  | 2023  | 2024  |
| ------------------------------------- | ----- | ---- | ---- | ---- | ----- | ----- | ----- |
| Classement mondial                    | nc    | nc   | nc   | nc   | 2885e | 2814e | 1200e |
| UCI Europe Tour                       | 2007e | nc   | nc   | nc   | 1732e | nc    | nc    |
|                                       |       |      |      |      |       |       |       |
| Légende : nc = non classéSource : UCI |       |      |      |      |       |       |       |